# Традиционална култура
Традиционална култура је тип културе коју пресудно усмерава традиција, те је отуд изразито хомогена и непроменљива. За традицијску културу су карактеристични поштовање ауторитета, митске прошлости, снажна религијска свест, строго придржавање обичаја и ритуала, конзервативност и снажно јавно мњење. То је моћни регулатор социјалног и моралног понашања људи.